# Corneliu Coposu
Corneliu Coposu (n. 20 mai 1914, Bobota, Comitatul Sălaj, Regatul Ungariei – d. 11 noiembrie 1995, București, România) a fost un politician român, greco-catolic, liderul opoziției din România postcomunistă. Absolvent de drept și ziarist, om de încredere al liderului național-țărănist Iuliu Maniu, Coposu a fost membru al Partidului Național Țărănesc (PN-Ț) până la interzicerea acestuia în 1947, iar ulterior a fost deținut politic în condiții foarte aspre timp de 17 ani, în faza stalinistă a regimului comunist din România (i.e. Republica Populară Română).
După Revoluția din 1989 a reîntemeiat oficial PNȚ sub numele de Partidul Național Țărănesc Creștin Democrat și a fost președinte al PNȚCD-ului între 1990 și 1995. În această calitate, a fondat Convenția Democrată Română (CDR), al cărei prim președinte a fost. Corneliu Coposu a fost ales senator în Parlamentul României în 1992. După decesul său, Corneliu Coposu a fost înlocuit de senatorul Ioan Bărbuș.

## Biografie

### Familia și copilăria
Corneliu Coposu s-a născut la data de 20 mai 1914 în Bobota, comitatul Sălaj. Tatăl său, Valentin Coposu, a fost preot român unit (greco-catolic) la Bobota, asesor consistorial și arhidiacon, iar din 1929 protopop al districtului Șamșud, doctor în teologie, specialist în limba aramaică, prieten și colaborator cu Iuliu Maniu.
Valentin Coposu a fost trimis în timpul primului război mondial ca preot al armatei austro-ungare pe frontul din Galiția. La 1 decembrie 1918 a reprezentat cercul Șimleu Silvaniei la Adunarea de la Alba Iulia.
Valentin Coposu a murit în anul 1941 ca preot la Coșlariu, lângă Blaj, unde se refugiase după Dictatul de la Viena.
„Bunicul meu dinspre tată se numea Grigore Coposu, era tot preot și prieten bun de familie și de vecinătate cu Gheorghe Pop de Băsești, președintele Partidului Național Român din Transilvania... La alegerile din 1906, care s-au desfășurat cu multă violență, atît candidatul Partidului Național Român din Transilvania, cît și bunicul meu din partea tatălui, Grigore Coposu, au fost bătuți strașnic de către oficialitățile maghiare”.
„Mama era fiică de preot; tatăl ei era protopopul Iulian Anceanu, paroh și protopop în Surduc, județul Sălaj. Bunicul dinspre mamă se trăgea dintr-o familie înnobilată, care purta cu mîndrie titlul de Ciolt, deci Anceanu de Ciolt...Străbunicul meu dinspre mamă era protopopul Gavril Vaida, care purta și el titlul nobil de Glod, era văr primar cu Alexandru Vaida-Voievod și făceau parte dintre fruntașii Partidului Național din epoca aceea, fiind mare adept al pasivismului politic”.
La data de 15 septembrie 1919, la vârsta de 5 ani, Corneliu Coposu a fost înscris la școala confesională română unită din Bobota, pe care a terminat-o la 28 martie 1923. A intrat la Liceul „Sfântul Vasile cel Mare” din Blaj doar după ce a urmat clasa ” a cincea în particular și după ce a obținut o dispensă de vârstă. La numai 16 ani a intrat la Facultatea de Drept și Științe de Stat, Universitatea din Cluj. După absolvire, în 1934, s-a înscris la doctorat, pe care l-a obținut după 3 ani. În această perioadă a devenit campion de haltere în cadrul Clubului Sportiv Universitar. În 1933 înființează filiala Cluj a PNȚ iar în 1935 a fost ales președinte al Uniunii Studenților Democrați din Universitatea Cluj și președinte al Tineretului Național Țărănesc.

### Tinerețea
Una dintre dimensiunile fundamentale ale activității intelectuale și politice ale lui Corneliu Coposu a fost legată de activitatea sa jurnalistică. El a fost un ziarist politic talentat; primii ani de jurnalism (1935-1940) au fost legați de cotidianul țărănist clujean România Nouă, condus de Zaharia Boilă; după cedarea Ardealului de Nord-Vest către Ungaria horthystă, tînărul țărănist s-a refugiat la București, fiind colaborator al ziarului refugiaților transilvăneni.
În 1937, în urma procesului Skoda în care Romulus Boilă a fost acuzat de corupție în cadrul unui contract de armament, „Corneliu Coposu a fost acuzat de posesia unor documente; potrivit declarațiilor sale ulterioare, acestea dovedeau că regele Carol al II-lea a solicitat în mod expres ca în proces să fie implicat și Maniu, drept răzbunare pentru campania dusă de acesta împotriva «camarilei». Coposu a fost condamnat la trei luni și o zi de închisoare. Pedeapsa a fost ispășită în condiții speciale: așternut personal, își procura alimente de la restaurant, era servit de un chelner iar ușa celulei nu era încuiată. În timpul detenției a cunoscut-o pe Ana Pauker, închisă ca ilegalistă a PCR:
Păstrez despre ea amintirea unei persoane foarte inteligente, foarte instruite, cu o cultură livrescă impresionantă, care suporta dialogul cu multă ușurință și avea la îndemână argumente pe care știa să le valideze cu multă pricepere”. În 1945 aveau să se revadă în cadrul unei recepții de la Palat. Ana Pauker i-a spus: «Atunci erați condamnat pentru lezmajestate, acum vă văd în anturajul suveranului. Să înțeleg că v-ați schimbat convingerile?» Corneliu Coposu a răspuns: «Nu, mi-am schimbat regele...».
La 17 noiembrie 1937 este reformat medical, în evidența regimentului 33 Artilerie, pentru  obezitate cu tulburări funcționale. „La o înălțime de 1,87, avea 130 kg, perimetrul toracic e 118 cm și cel abdominal de 132 cm”.

### Începutul carierei politice
Corneliu Coposu și-a făcut ucenicia politică pe lângă liderul național-țărănist Iuliu Maniu: „Iuliu Maniu m-a cunoscut de când m-am născut. Familiile erau prietene, se întâlneau cel puțin o dată pe săptămînă pentru că Bobota, comuna mea, e la 13-14 km de comuna lui Maniu, Bădăcin... Mi s-a întîmplat de multe ori ca, mergînd la Bădăcin, să întîlnesc diverse delegații, diverși reprezentanți mai mult sau mai puțin importanți ai politicii românești din vremea aceea. Acolo i-am întîlnit pe Stere, pe Mihalache, pe Costăchescu de la Iași, pe Iunian, nu numai fruntașii de atunci ai Partidului Național Țărănesc, ci, în general fruntași ai vieții sociale și politice românești”.
După cum povestea „Seniorul”, Iuliu Maniu l-a luat șef de cabinet de pe vremea când era student, în 1930, „apoi am ajuns director de cabinet. Între 1937 și până la arestare, am fost secretar politic al lui Maniu și, aș putea spune, umbra lui, pentru că nu m-am despărțit niciodată de el, n-am lipsit de la nicio activitate desfășurată de el în perioada aceasta și aș putea afirma că am fost persoana cea mai apropiată de Maniu vreme de zece ani de zile”.
În 1945, tânărul Coposu a devenit președinte al filialei PNȚ Sălaj, iar apoi a fost ales secretar general adjunct al PNȚ. Anterior, alături de Iuliu Maniu, Coposu a învățat cum se conduce un partid în condiții de cvasiilegalitate, în timpul dictaturii lui Carol al II-lea și a regimului autoritar al generalului Antonescu. În timpul dictaturii regale a lui Carol al II-lea, Corneliu Coposu a notat riguros toate nemulțumirile, criticile și întînirile dintre Iuliu Maniu și regele dictator. În mai multe rânduri, Coposu insistă pentru a afla detaliile legate de venirea ilegală în țară a prințului Carol, pe care, în calitate de prim-ministru al guvernului României, Iuliu Maniu ar fi putut să-l aresteze, și vrea să afle motivele pentru care nu s-a întîmplat acest lucru. Iată cum îi explica Maniu lui Coposu această decizie: „Puteam să-l arestez la 6 iunie. Nu ar fi fost oportun. Ar fi fost chiar o greșeală politică pe care partidul ar fi plătit-o scump. În anul 1930, lumea românească, în marea ei majoritate, nutrea o simpatie evidentă pentru cel socotit atunci <<Prințul sacrificat de liberali.>> Țara îl dorea. El era considerat o victimă a manevrelor lui Brătianu și încarna multe nădejdi. Opinia publică trecea, cu destulă ușurință, peste aventurile lui anterioare. Ba chiar îi apreciau romantismul și cavalerismul dovedit. Țara era pornită contra liberalilor, uzați de o guvernare prelungită și destul de abuzivă, și îmbrățișa cu ostentație pe toți adversarii guvernanților și în primul rînd pe prințul moștenitor, prin a cărui îndepărtare din țară fusese întronat un copil, tutelat prin regență”. Coposu explică în notele sale de ce lecțiile de politică și istorie primite de la Iuliu Maniu l-au ajutat să înțeleagă una dintre cle mai complicate periode din istoria națională.
Datorită apropierii de Iuliu Maniu, Corneliu Coposu a fost martor ocular și participant la nenumărate evenimente politice importante (negocierile lui Iuliu Maniu cu regele Carol al II-lea; pactele politice încheiate de Partidul Național Țărănesc cu alte partide din opoziție pentru limitarea efectelor dictaturii personale regale a lui Carol al II-lea; pregătirea actului de la 23 august 1944; înscenările făcute de comuniști împotriva partidelor istorice, în particular împotriva Partidului Național Țărănesc), fapt care i-a permis ulterior să dea informații inedite, să corecteze erori factuale ori istoriografice, interpretări greșite sau tendențioase ale istoriei și politicii interbelice, din timpul celui de-al doilea război mondial, din perioada postbelică și din cea comunistă . Astfel, o mărturie a lui Corneliu Coposu din perioada statului național legionar arată că Partidul Național Țărănesc a fost una dintre țintele terorismului criminal legionar. În notele inedite ale lui Corneliu Coposu, publicate abia în 2014, „Seniorul” povestește că la zece minute după ridicarea de acasă a lui Virgil Madgearu, care la vremea respectivă era secretarul general al Partidului Național Țărănesc, Iuliu Maniu a fost sunat de doamna Madgearu, care i-a povestit că soțul îi fusese ridicat de acasă de către legionari. După ce Maniu și Coposu s-au dus la locuința lui Madgearu, iar președintele PNȚ l-a sunat pe secretarul general al Ministerului de Interne, colonelul Rioșianu, care i-a explicat că autoritățile (nelegionare) nu știau nimic despre acest caz. Maniu l-a trimis pe Coposu atît la Ministerul de Interne, de unde a primit din partea lui Rioșianu două pistoale și cartușe, precum și instrucțiuni precise despre cum să procedeze dacă vin legionarii și la Maniu: „trageți în ei, ca în cîini, pe răspunderea mea!”. Ulterior, Coposu a mers în audiență la Horia Sima, care a pretins că nu știe nimic despre acel caz . Seara pe la ora 18 s-a primit înștiințarea oficială a asasinării lui Virgil Madgearu. Maniu și Coposu s-au deplasa de urgență la locul asasinatului, unde „cel care a fost profesorul Virgil Madgearu, economistul de prestigiu european, dascălul atîtor generații de studenți, strălucitul debater parlamentar, iscusitul ministru de Finanțe, emeritul ideolog democrat al României postbelice, zace întins pe spate, mînjit de sînge, cu fruntea spartă de gloanțe, purtînd pe corp urme de violență și tortură”.
În jurnalul lui Corneliu Coposu se regăsesc detaliile privind rolul central jucat de către Iuliu Maniu în organizarea loviturii de stat de la 23 august 1944, prin care România ieșea din alianța cu Germania lui Hitler și intra în alianță cu puterile occidentale și URSS, care a implicat partidele politice, grupuri din diplomație, armată, casa regală; Iuliu Maniu l-a convins pe tânărul rege Mihai I să participe la înlăturarea de la putere a mareșalului Antonescu, ceea ce a conferit legitimitate politică actului de la 23 august 1944. Coposu povestește circumstanțele în care și motivele pentru care Iuliu Maniu a refuzat să prezideze guvernul instalat după 23 august 1944; acel guvern ar fi fost sabotat de către sovietici și complicii lor comuniști.
În acest sens, ziarista Doina Alexandru a povestit cum pe vremea comunismului, în timp ce lucra la „Radio Europa Liberă”, Coposu i-a trimis o scrisoare directorului acestui post, istoricul Vlad Georgescu, datorită faptului că în opinia acestuia, „Iuliu Maniu ar fi făcut în cariera sa trei greșeli politice: restaurația din 1930, pactul cu legionarii din 1937 și refuzul de a prezida guvernul constituit după lovitura de stat de la 23 august. Domnul Coposu a protestat în scrisoarea sa împotriva acestei interpretări tendențioase venind cu precizările sale pentru stabilirea adevărului istoric”.

### Sub regimul comunist

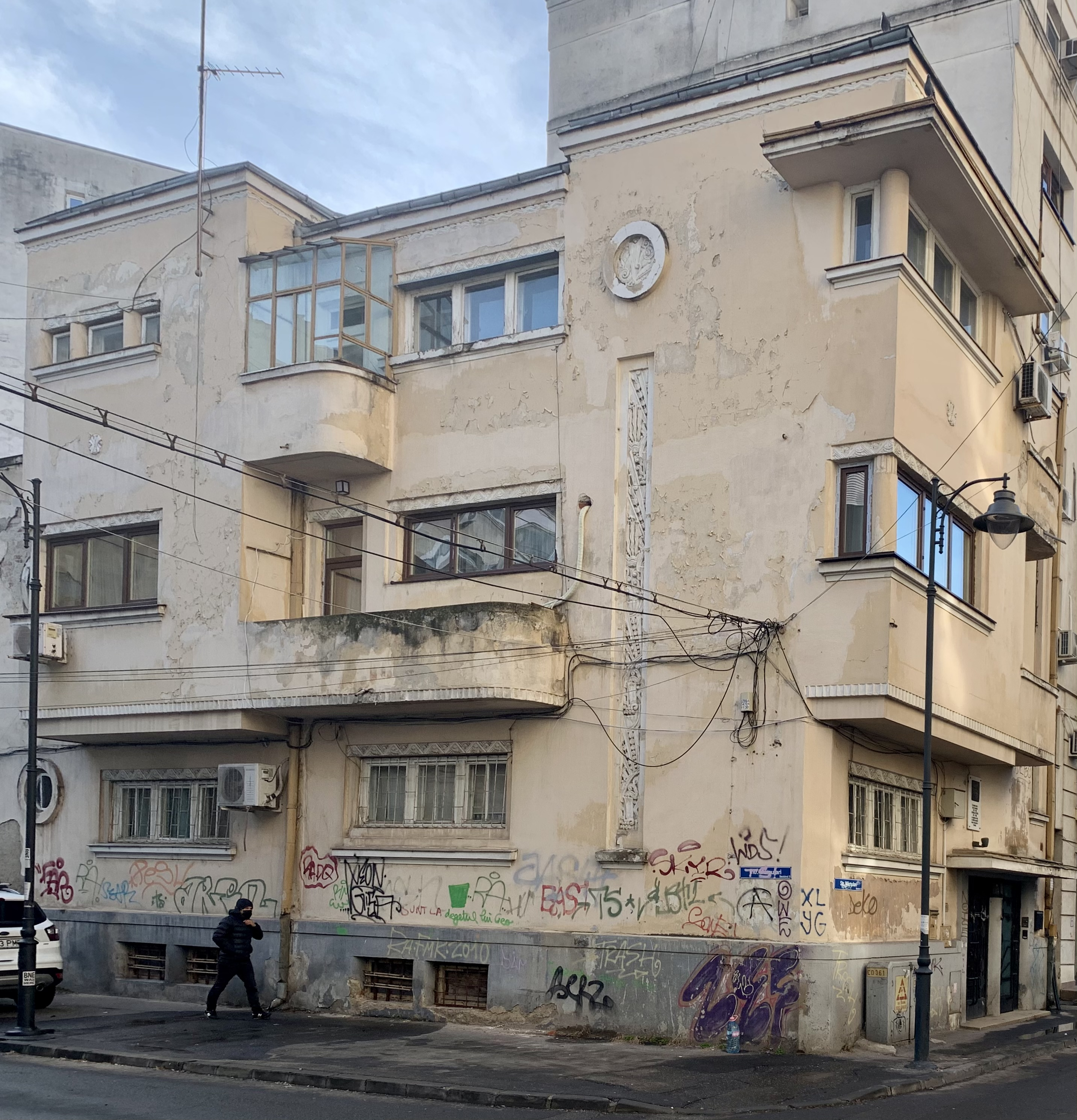
Imobilul Art Deco în care a locuit între 1975 și 1995 Corneliu Coposu, Strada Mămulari nr. 19 (București, în ce a mai rămas din Cartierul Evreiesc, nu departe de Piața Unirii)

După 1945 Corneliu Coposu a intrat în vizorul activiștilor comuniști, care mai întâi au dus împotriva lui un război propagandistic, apoi au contribuit la persecutarea sa de către autoritățile regimului totalitar. Astfel, după cum povestea liderul țărănist mai tîrziu despre Silviu Brucan, „nu-i păstrez nici o ranchiună, deși, în calitate de redactor-șef adjunct la Scînteia, a cerut condamnarea mea la moarte în fața Tribunalului militar”.
Pe 14 iulie 1947 a fost arestat împreună cu întreaga conducere a PNȚ, în ceea ce s-a numit Înscenarea de la Tămădău. Până în 1956 a fost ținut în arest preventiv, fără să fie judecat. În 1956 i s-a înscenat un proces pentru "înaltă trădare a clasei muncitoare" și pentru "crimă contra reformelor sociale". A fost condamnat la muncă silnică pe viață. Până în 1962 a fost închis într-un regim sever de izolare la penitenciarul Râmnicu Sărat. În cei peste 17 ani de detenție a fost mutat de la o închisoare la alta, dintr-un penitenciar într-altul (arestul Ministerului de Interne; închisoarea Malmaison de pe Calea Plevnei din București; penitenciarul Pitești; penitenciarul Văcărești, din București; penitenciarul din Craiova; penitenciarul Jilava, penitenciarul Bragadiru; colonia de muncă de la Capu Midia, de fapt Canalul Dunăre-Marea Neagră; lagărul de triere din Ghencea, București și muncă forțată la ferma Bragadiru; Unitatea Militară nr. 4, Ocnele Mari; din nou, penitenciarul Văcărești; penitenciarul Poarta Albă, Constanța; penitenciarul Sighet; penitenciarul Jilava; penitenciarul Râmnicu Sărat; penitenciarul Gherla; penitenciarul Aiud; din nou, penitenciarul Râmnicu Sărat).
A fost eliberat pe 9 iulie 1962 din închisoarea Râmnicu Sărat, după care a fost trimis pentru încă 24 de luni în domiciliu obligatoriu în comuna Rubla, județul Brăila (împreună cu Ion Diaconescu, Ion Huiu, Virgil Solomon). După cum arată Zarojanu, biograful lui Coposu, ”în momentul arestării, Corneliu Coposu cântărea 114 kg, iar la eliberare - 51”. De menționat faptul că în timp ce Corneliu Coposu era întemnițat, soția sa, Arlette Coposu, a fost închisă în mai multe penitenciare, fiind condamnată la 20 de ani muncă silnică, 10 ani degradare civică, confiscarea averii și 5.000 de lei cheltuieli de judecată, pentru săvârșirea infracțiunii de complicitate la crimă de înaltă trădare. După eliberare a murit de cancer diseminat, pe 27 decembrie 1965.
În aprilie 1964 a fost pus în libertate, după 17 ani de detenție. A fost angajat ca muncitor necalificat la Întreprinderea de Construcții-Montaj București, atelierul de tâmplărie mecanică. După eliberarea din lunga detenție, Corneliu Coposu a fost invitat la o întrevedere cu liderul comunist Gheorghe Gheorghiu-Dej, pe care îl cunoștea din perioada interbelică și care s-a scuzat pentru închisorile politice. «N-am putut face nimic, pentru că rușii ne-au dirijat tot timpul.» În compensație, îi propune să devină juristconsult al Consiliului de Stat, cu 4800 de lei pe lună (un inginer cîștiga cam 800 lei), cu condiția să semneze o declarație. Corneliu Coposu refuză, fără măcar să se uite pe declarație. De asemenea, Dej i-a propus reabilitarea sa și a lui Iuliu Maniu, la care Coposu a răspuns: «Maniu ar fi mai indicat să-i reabiliteze pe comuniști»". Între 1946 și 1989 Corneliu Coposu a fost permanent urmărit de către poliția politică comunistă, Securitatea, iar dosarul său de urmărire informativă are 38 de volume, circa 17.000-18.000 de file.

## Perioada postcomunistă

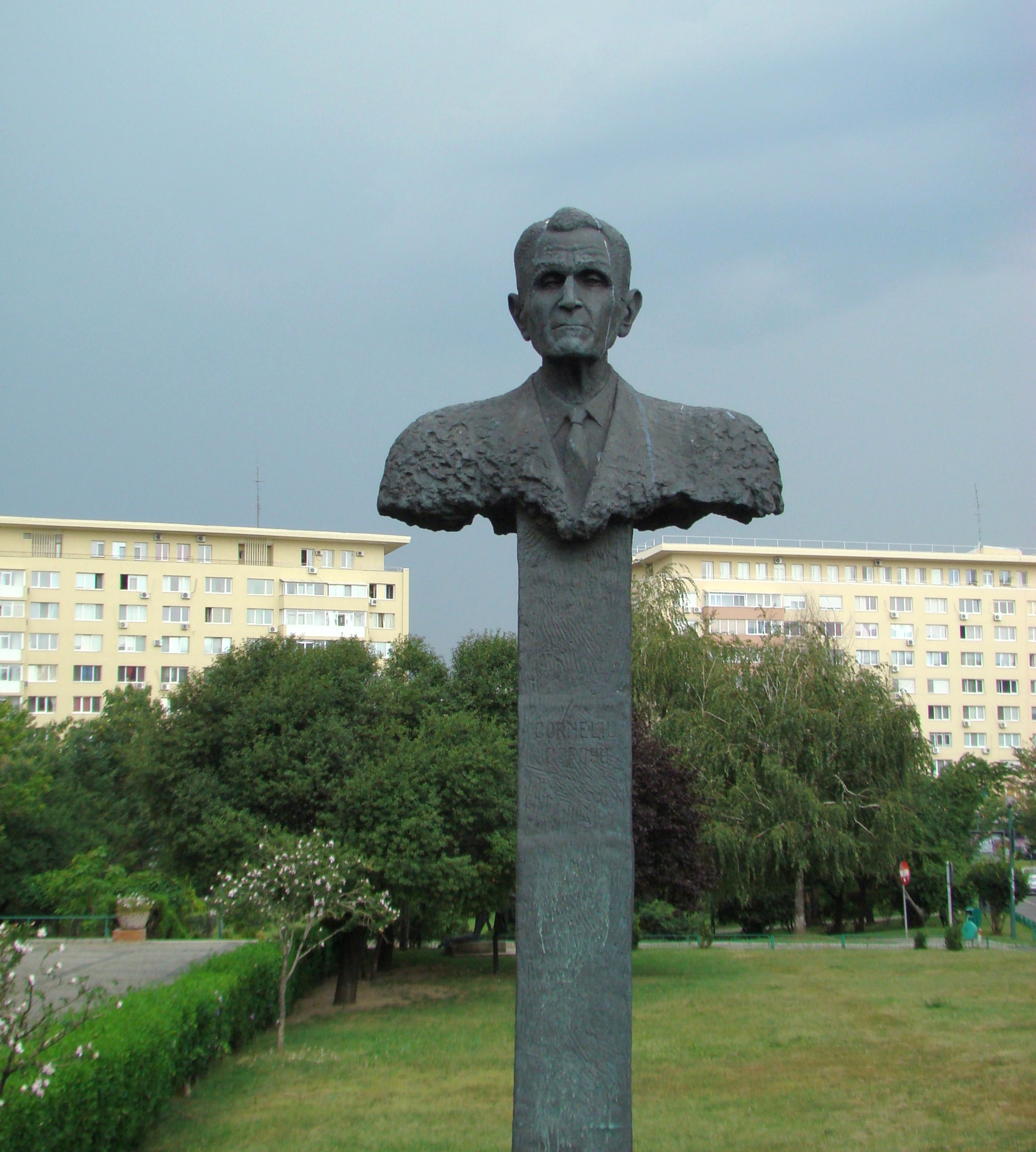
Bustul lui Corneliu Coposu, din București, opera sculptorului Mihai Buculei

Încă din 1987 Corneliu Coposu a reușit să  informeze lideri politici occidentali, din familia partidelor creștin-democrate și conservatoare europene, despre existența în ilegalitate în România comunistă a unui nucleu care își asuma misiunea de continuitate cu Partidul Național Țărănesc, desființat de comuniști. Mai mult, pentru a marca afilierea la grupul partidelor creștin-democrate și conservatoare, la Internaționala Creștin-Democrată, PNȚ și-a completat denumirea și identitatea, devenind Partidul Național Țărănesc Creștin Democrat, nume asumat public și deja recunoscut pe plan internațional după schimbarea regimului politic. Pe 8 ianuarie 1990, Tribunalul Municipiului București a autorizat funcționarea primului partid postcomunist, PNȚCD. Între 1990 și 1995 Coposu a fost președintele partidului.
Corneliu Coposu a dovedit calități de strateg politic atunci când i-a convins pe liderii partidelor din opoziție și ai asociațiilor civice că singura modalitate de a învinge puterea hegemonică a președintelui Ion Iliescu și a Frontului Salvării Naționale era cea a opoziției unite (de unde și deviza ”Nu putem reuși decît împreună”). Pe 26 noiembrie 1991 s-a format coaliția/alianța electorală și politică cunoscută sub numele Convenția Democratică (mai tîrziu Convenția Democrată din România/CDR), care cuprindea drept membrii fondatori paisprezece partide și asociațiii civice (PNȚCD, Partidul Național Liberal, Pardidul Social Democrat Român, Uniunea Democrată a Maghiarilor din România, Partidul Alianței Civice, Partidul Unității Democratice, Uniunea Democrat Creștină, Asociațea Foștilor Deținuți Politici din România, Alianța Civică, Sindicatul politic ”Fraternitatea”, Uniunea Mondială a Românilor Liberi, Solidaritatea Universitară, ”România viitoare”). Primul președinte al Convenției Democratice a fost Corneliu Coposu.
În mai 1995 a fost numit Ofițer al Legiunii de Onoare, cea mai înaltă distincție acordată de Republica Franceză cetățenilor străini. Pe 6 octombrie 1995 a avut loc la Casa Oamenilor de Știință din București ceremonia înmânării acestei distincții din partea Ambasadei Franței. În 1995 Corneliu Coposu a devenit cetățean de onoare al Oradiei.
Moartea sa, în noiembrie 1995, a generat un imens val de simpatie populară pentru forțele politice anticomuniste din România. Deși nu a beneficiat de funeralii naționale, la înmormântarea sa au participat sute de mii de oameni veniți din întreaga țară. Acest curent de simpatie a contribuit la victoria Convenției Democrate la alegerile generale din 1996.
Este înmormântat în Cimitirul Bellu Catolic. Numeroase locuri publice îi poartă numele.
În Piața Revoluției din București a fost dezvelit un monument în amintirea lui Corneliu Coposu (realizat de către sculptorul Mihai Buculei), monument așezat față în față cu monumentul lui Iuliu Maniu, ale cărui idealuri le-a dus mai departe.
Anul 2014 a fost ”anul Corneliu Coposu”, anul centenarului nașterii celui socotit drept cel mai important om politic din perioada postcomunistă. ”Fundația Corneliu Coposu” (coordonată de surorile lui Corneliu Coposu - Flavia Bălescu, Rodica Coposu (n. 26 septembrie 1932 în comuna Bobota, județul Sălaj - d. 7 august 2025), precum și de Cristian Fulger și Ionuț Gherasim) au organizat de-a lungul anului 2014 o serie de activități comemorative, precum și publicarea ori republicarea mai multor volume: Corneliu Coposu, File dintr-un jurnal interzis. 1936-1947, 1953, 1967-1983, ediție îngrijită de Doina Alexandru ;  Cristian Fulger, Tudor Călin Zarojanu (editori), Seniorul Corneliu Coposu (volum care reunește texte despre Corneliu Coposu sau dedicate acestuia, semnate, în ordinea cuprinsului, de Cristian Fulger, T.C. Zarojanu, Regele Mihai, Claudiu Marcus, Emil Constantinescu, Ana Blandiana, Doina Alexandru, Cardinalul Lucian, Vladimir Tismăneanu, Marin Pop, Dan Pavel, Doina Cornea, Matei Gheboianu și Bogdan Murgescu, Ioan Stanomir, H.-R. Patapievici, Romulus Rusan, Paul Lăzărescu, Cicerone Ioanițoiu, Liviu Hagea, Nicolae Noica, Nicolae M. Constantinescu, Răsvan Dobrescu, Mircea Popa-Zlatna, Ion-Andrei Gherasim, Marilena Rotaru, Christian Mititelu, George Arion, Simina Mezincescu, precum și o nouă ediție a volumului Viața lui Corneliu Coposu de T.C. Zarojanu) ; o nouă ediție din Corneliu Coposu, Confesiuni. Dialoguri cu Doina Alexandru'.

## Publicații
- Semnele timpului
- Mărturisiri: Corneliu Coposu în dialog cu Vartan Arachelian
- Confesiuni: Dialoguri cu Doina Alexandru
- Dialoguri cu Vartan Arachelian
- Armistițiul din 1944 și implicațiile lui
- Retrospective asupra istoriei contemporane
- Țara Sălajului
- Din cele trecute vremii
- Jurnal din vremuri de război
- Plânge Ardealul!...- Mărturii de epocă despre Dictatul de la Viena, Emil Boșca-Mălin, Corneliu Coposu, Constantin Hagea, Victor Papilian
- Calendarul Ardealului 1943, Constantin Hagea, Iustin Ilieși, Corneliu Coposu
- Corneliu Coposu, File dintr-un jurnal interzis. 1936-1947, 1953, 1967-1983, ediție îngrijită de Doina Alexandru, București, Editura Vremea, 2014. ISBN 978-973-645-647-3
- Poeme, Editura fundației Academia Civică, 2019, prefață de Ana Blandiana